# Ursula Demitter
Ursula Demitter (* 12. Mai 1945 als Ursula Flügge in Eversen) ist eine deutsche Dokumentarfilm-Regisseurin.

## Leben und Werk
Ursula Demitter wurde in Eversen bei Celle geboren, wuchs aber in Potsdam auf. Schon als Kind begeisterte sie sich für das Kino. Gegen den Willen ihrer Eltern absolvierte sie nach der Schulzeit eine Lehre zur Filmkopierfacharbeitern im DEFA-Kopierwerk. Ab 1963 arbeitete Demitter als Regie-Assistentin am DEFA-Studio für Spielfilme. Ihr erstes Projekt, an dem sie mitwirkte, war das Mantel-und-Degen-Abenteuer Mir nach, Canaillen! mit Manfred Krug in der Hauptrolle.  Ursula Demitter absolvierte ein Volontariat beim Deutschen Fernsehfunk und anschließend von 1968 bis 1972 ein Regiestudium an der Hochschule für Film und Fernsehen. Während des Studiums entdeckte die angehende Filmemacherin ihre Leidenschaft für den Dokumentarfilm.
1973 begann Demitter in Berlin eine Tätigkeit als Redakteurin mit besonderen Aufgaben am DEFA-Studio für Kurzfilme und arbeitete für die Produktionsgruppe Camera DDR, die insbesondere für Auslandsinformation und -propaganda zuständig war. Innerhalb der Reihe DDR-Magazin konnte sie eine Vielzahl eigener Kurzdokumentarfilme realisieren. „Innerhalb der Grundvereinbarung ›Stell die DDR schön dar‹ haben sie dich an einer super langen Leine machen lassen, was du wolltest. So gleich nach der Schule war das eine unglaubliche Spielwiese zum Üben“, wird sie in einem 2019 erschienenen biografischen Kurztext zitiert.
Nach zwei Jahren wechselte Demitter, die bis heute in Potsdam lebt, nachdem ihre Tochter geboren wurde an den Potsdamer Teil des Studios, um mehr Zeit mit der Familie zu verbringen. Fortan arbeitete sie als Dramaturgin und schrieb Drehbücher für diverse Dokumentarfilmprojekte, u. a. arbeitete sie für Copihuito unter der Regie von Günter Jordan und In der Strömung von Karl Farber.
Rund zehn Jahre später nahm Demitter 1986 ihre Tätigkeit als Regisseurin wieder auf. In Der Eierdieb porträtierte sie 1986 einen Wasservogel-Pfleger des Berliner Tierparks; in Alle haben Talent widmete sie sich 1988 dem Thema Begabtenförderung in der DDR. Ihr Film Unser Brot wurde 1989 auf dem Festival Goldener Spatz von der Jury des jungen Publikums prämiert. Als letztes DEFA-Projekt vor der Abwicklung des Studios verantwortete sie 1989 die 7-teilige Auftragsproduktion Spuren der Vergangenheit für die Fernseh-Urania.
Ab 1991 arbeitete Ursula Demitter als freiberufliche Regisseurin. Zusammen mit Kathrin Weiler realisierte sie mit dem Dokumentarfilm Tief im Westen ihr persönlichstes Projekt. Im Film besucht Demitters 16-jährige Tochter für drei Wochen die gleichaltrige Tochter einer Jugendfreundin ihrer Mutter in Bochum. Demitters Tochter lernte erstmals das andere Deutschland kennen und reflektierte ihre Erfahrungen. Noch im gleichen Jahr entstand – erneut in Zusammenarbeit mit Kathrin Weiler – die fünfteilige Dokureihe Neue Frauen, die mit dem Berliner Frauenpreis ausgezeichnet wurde. Der Film porträtierte fünf Frauen aus der DDR, die in der Wendezeit begannen sich für unterschiedliche Parteien politisch zu engagieren: Marianne Birthler, Beate Blechinger, Eva Kunz, Helga Schulte und Petra Bläss. 1992 folgten mit Ein Ort – Glienicke und Auf eigenen Füßen Demitters letzte Filmprojekte als Regisseurin. Ihr Vorlass ist im Filmmuseum Potsdam überliefert.

## Filmografie (Auswahl)
- 1986: Der Eierdieb (Regie)
- 1987: Ehrenamtlich (Regie)
- 1988: Unser Brot (Regie)
- 1990: Spuren der Vergangenheit (7-teilige Reihe, Regie)
- 1991: Tief im Westen (Regie mit Kathrin Weiler)
- 1991: Neue Frauen (5-teilige Reihe, Regie mit Kathrin Weiler)
- 1992: Ein Ort – Glienicke (Regie mit Kathrin Weiler)
- 1992: Auf eigenen Füßen (Regie)

## Auszeichnungen
- 1989: Goldener Spatz für Unser Brot
- 1991: Berliner Frauenpreis für Neue Frauen (zusammen mit Kathrin Weiler)